# Gymnastique aux agrès en Suisse
 (décembre 2021).
Si vous disposez d'ouvrages ou d'articles de référence ou si vous connaissez des sites web de qualité traitant du thème abordé ici, merci de compléter l'article en donnant les références utiles à sa vérifiabilité et en les liant à la section « Notes et références ».
La gymnastique aux agrès en Suisse est une discipline athlétique qui consiste à enchaîner des mouvements acrobatiques sur des agrès. Pour les femmes, les agrès sont composés de quatre engins : le sol, les anneaux balançant, la barre fixe et le saut (mini trampoline). Un cinquième engin est ajouté pour les hommes, qui sont les barres parallèles. 
Version populaire de la gymnastique artistique, cette discipline développe les qualités de coordination de manière variée, renforce tout l'appareil locomoteur et améliore parallèlement la souplesse. 

## Histoire
La gymnastique aux agrès a débuté dans les années 1970 au sein de la Fédération suisse de gymnastique lorsqu'un grand nombre de gymnastes ne voulaient plus s'astreindre aux exigences toujours plus élevées de la gymnastique artistique. Dix ans plus tard, la gymnastique aux agrès a pris son essor et représente depuis une des disciplines sportives les plus pratiquées en Suisse.
Cette gymnastique devient alors accessible à une grande proportion de gymnastes et non réservée à une élite privilégiée.

## Catégories
Il y a plusieurs catégories de niveaux de difficulté dans la gymnastique aux agrès. Elles se divisent en deux groupes : les "petites" catégories et les "grandes" catégories. Elles se classent du niveau le plus simple au niveau le plus difficile. Les "petites" catégories sont composées de quatre niveaux (C1, C2, C3 et C4). Les "grandes" catégories sont composées de trois niveaux (C5, C6 et C7). Après la catégorie C7, il existe également une catégorie "Dames/Hommes". 

## Compétition
En Suisse, la gymnastique aux agrès se distingue de la gymnastique artistique tandis que dans les autres pays, elle est généralement associée à la gymnastique artistique. En gymnastique aux agrès, le niveau de difficulté est plus bas qu'en artistique. Davantage de poids est donné à l'exécution technique correcte des éléments et à un maintien propre plus qu'à la valeur de difficulté.
Lors de certaines compétitions, il est possible pour les gymnastes de passer à une nouvelle catégorie. Pour passer d'une catégorie à une autre, il faut atteindre un total de 30 pour les femmes et de 40 pour les hommes. Lorsqu'une catégorie est atteinte, il n'est plus possible de concourir dans une catégorie inférieure. 

### Notation
Le système de notation est sur 10 par engin. À partir de cette note, les juges retirent des points suivant plusieurs critères :
- chutes (-0,4) ;
- postures (-0,2) ;
- fautes techniques comme imperfections des mouvements, jambes pliées, écartées, oubli de pointes de pieds ;
- Oubli d'un élément (-1,2) ;
- aide verbale ou physique de l'entraîneur (-0.2).

Il faut obtenir au minimum 7,50 points à chaque engin pour que l'exercice soit considéré comme réussi mais il n'est pas nécessaire d'avoir 7,50 points à chaque engin pour passer sa catégorie, un total de 30 points suffit. 

### Qualifications
Dans chaque canton romand, le championnat cantonal fait office de qualification pour le championnat romand. Cette compétition réunit les meilleurs gymnastes des cantons romands par catégorie à partir de C3. 

### Formation Juges
Pour devenir juge, il suffit de s'inscrire à une formation qui se fait soit à Fribourg soit à Neuchâtel. il y a 2 types de formations de base :
- juges GAI brevet 1 qui permet de juger les catégories 1 à 4 ;
- juges GAS brevet qui permet de juger les catégories 5 à 7.

Durant la formation, la personne suit une formation théorique et pratique chacune avec un examen. 
En plus de ces formations, les juges peuvent approfondir leur formation de base : 
- juges GAI brevet 2 ;
- juges Elle+Lui brevet.

## Championnats

### Championnat suisse masculin
Les compétitions se jouent par équipes et en individuel. Les six meilleurs garçons de la catégorie 7 peuvent participer aux finales par engins lors des championnats suisses filles individuels.

### Championnat suisse féminin
Les compétitions se jouent en  individuel, les titres de championnes suisses sont décernés. Les six meilleures filles de la catégorie 7 peuvent également se qualifier pour une finale par engins.

### Championnat suisse par équipes
Il réunit les cinq meilleurs gymnastes par catégorie qui forment une équipe et représentent leur canton. C'est une bataille des cantons.
Cette manifestation réunit les meilleurs gymnastes de Suisse, soutenus par un large public et encouragés par des fans qui utilisent toutes sortes d'objets bruyants : cloches, trompettes, vuvuzelas, etc.[réf. nécessaire]
Toutes ces compétitions se déroulent au mois de novembre où ne concourent que les gymnastes des catégories 5, 6, 7 et seniors.

### Compétitions Elle + Lui
Il existe des compétitions par couple pour laquelle les gymnastes doivent présenter un exercice aux anneaux balançant et une production en musique au sol en couple. Ensuite, en individuel, ils doivent choisir une discipline, les barres asymétriques scolaires (participante féminine), le saut ou la barre fixe. les participants masculins doivent effectuer un exercice de plus avec les barres parallèles.
Le championnat suisse de Elle + lui se déroule lors des championnats suisses filles individuel.

## Autres disciplines gymniques
- Gymnastique rythmique.
- Trampoline.
- Tumbling.
- Gymnastique acrobatique.
- Gymnastique aérobic.